# Concours Ernst Haefliger
Der Concours Ernst Haefliger ist der erste reine Gesangswettbewerb in der Schweiz.
Die Idee und das Konzept zum Wettbewerb stammen von Aviel Cahn (* 1974), dem damaligen Operndirektor des Stadttheaters der schweizerischen Bundesstadt Bern. Der Wettbewerb ist eine Gemeinschaftsproduktion des Stadttheaters Bern und des Menuhin Festival Gstaad. Der Wettbewerb ist der Tenorlegende Ernst Haefliger gewidmet, einem der wichtigsten Opernsänger der Schweiz. Er war bis zu seinem Tod auch während des Wettbewerbs als Präsident der Jury präsent.

## 2006
Er hat am 28. August/3. September 2006 zum ersten Mal stattgefunden. Die Vorrunden des Wettbewerbs wurden während des Menuhin Festivals in Gstaad durchgeführt. Das Finale fand im Stadttheater Bern mit dem Berner Symphonie-Orchester unter der Leitung des Chefdirigenten des Stadttheaters Bern statt. 

## 2008
Der mit 10'000 Franken dotierte erste Preis des 2. Concours Ernst Haefliger ging an Seung Gi Jung (* 1979). Der zweite Preis (dotiert mit 6'000 Franken) ging an Gabriela Scherer (* 1981), der dritte Preis (im Wert von 4'000 Franken) an Christina Dietzsch (* 1976).
Gabriela Scherer gewann zudem ein Stipendium im Wert von 8'000 Franken. Leila Pfister (* 1977) erhielt als Preis ein Debüt-Konzert am Lucerne Festival, Seung Gi Jung ein Konzert am Menuhin-Festival. Christina Dietzsch erhielt eine Rolle am Stadttheater Bern.

## Belege
1. ↑  „Die Sieger 2008 stehen fest.“, www.concours-haefliger.com, abgerufen am 28. März 2009 (Memento des Originals vom 20. November 2008 im Internet Archive)  Info: Der Archivlink wurde automatisch eingesetzt und noch nicht geprüft. Bitte prüfe Original- und Archivlink gemäß Anleitung und entferne dann diesen Hinweis.